# André François
André François (Timișoara, Oostenrijk-Hongarije, 9 november 1915 – Grisy-les-Plâtres 11 april 2005), geboren als André Farkas was een Hongaars-Frans kunstenaar.
Hij studeerde op een kunstschool te Boedapest en verhuisde naar Parijs in 1934. Hij was actief als schilder, beeldhouwer, grafisch ontwerper en later ook: cartoonist; waar hij bekend om werd. Zijn cartoons verschenen in kranten zoals L'Obs en The New Yorker. Hij beïnvloedde kunstenaars waaronder Quentin Blake en Tomi Ungerer.

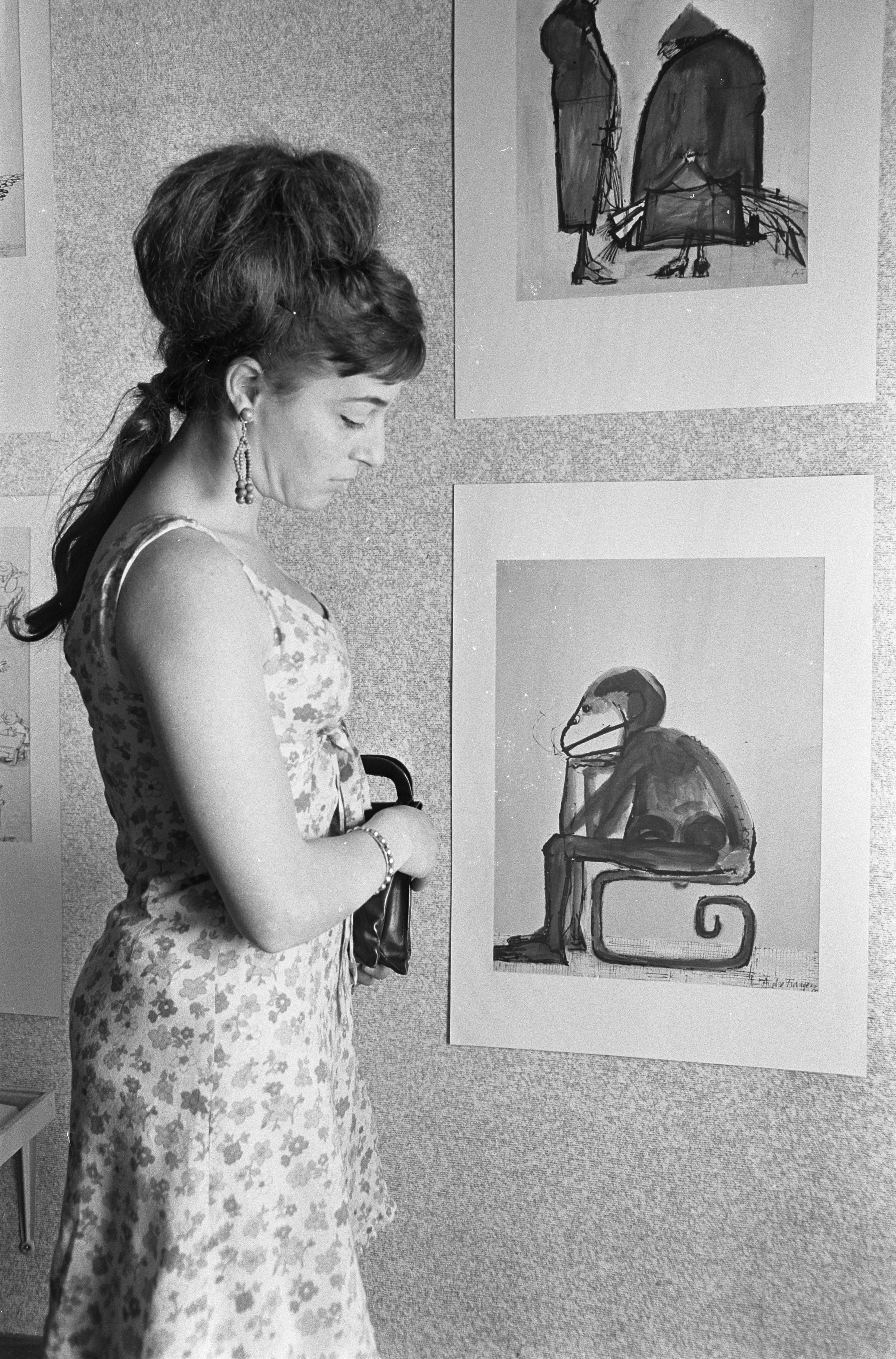
Vrouw die kijkt naar werken in een expositie van André François in het Stedelijk Museum van Amsterdam.

- Bibsys: 98004274
- Biblioteca Nacional de España: XX1092201
- Bibliothèque nationale de France: cb120030919 (data)
- CiNii: DA09501774
- Gemeinsame Normdatei: 118692569
- International Standard Name Identifier: 0000 0001 2148 3732
- Library of Congress Control Number: n81099035
- Nationale Bibliotheek van Letland: 000309125
- Bibliotheek van het Japanse parlement: 00466673
- Nationale Bibliotheek van Tsjechië: mub2010569775
- Nationale bibliotheek van Australië: 46013054
- Nederlandse Thesaurus van Auteursnamen: 073051241
- Réseau des bibliothèques de Suisse occidentale: 02-A012329285
- RKD-Nederlands Instituut voor Kunstgeschiedenis: 29032
- Istituto Centrale per il Catalogo Unico: SBLV261628
- LIBRIS: 304346
- Système universitaire de documentation: 028136454
- Trove: 1472479
- Union List of Artist Names: 500023020
- Virtual International Authority File: 114663210
- WorldCat: E39PBJgRPqPJvYJjKYkxgytMyd